# علی‌آقا آقایف
علی‌آقا آقایف (ترکی آذربایجانی: Əliağa Ağayev) بازیگر آذربایجانی و «هنرمند مردمی» آذربایجان شوروی بود.

## زندگی‌نامه
علی‌آقا آقایف ۲۲ مارس سال ۱۹۱۳ در در شهر باکو در امپراتوری روسیه به دنیا آمد. پیروی آنکه در سال ۱۹۳۰ از کلاس هفتم مدرسه فارغ‌التحصیل شد، وارد هنرستانی تخصص یافته در تعمیر کشتی شد. پس از دو سال دانش‌آموخته شده و شروع به کار در یک کارخانه کرد. سپس، به جامعه درام همان کارخانه ملحق شد. وی اولین بار نقش «حاج قارا» را در کمدی هم‌نام که اثر میرزا فتحعلی آخوندزاده بود، ایفا کرد.
در اواخر سال ۱۹۳۰ بود، علی‌آقا آقایف شروع به کار در تئاتر دولتی تماشاگران جوان آذربایجان کرد. او برای نخستین بار در نمایش درامی موسوم به فرزندان کاپیتان گرانت از ژول ورن روی صحنه حرفه‌ای رفت. در پاییز سال ۱۹۶۱، به تئاتر درام ملی آکادمی دولت آذربایجان پذیرفته شد. اولین نقش اصلی او در آن تئاتر نقش «آبیش سورخایویچ» در اجرای نمایش خنده‌دار «کار پیدا کردیم» از «شیخ‌علی قربانوف» در سال ۱۹۶۱ بود. علی‌آقا آقایف به مدت ۲۲ سال در همان‌جا مشغول به کار شد.
علی‌آقا آقایف بیشتر به ایفای نقش مشهدی عباد در فیلم «او اولماسین بو اولسون‎» شهرت یافت. از دیگر نفش‌های پرآوزه وی می‌توان به «خان» (کت جادویی)، «شیخ‌علی» (ملاقات)، صندوقدار (احمد کو؟)، دکان دار (به خاطر قانون) و غیره… اشاره کرد.
علی‌آقا آقایف ۱۳ نوامبر سال ۱۹۸۳ در باکو درگذشت.

## جوایز
- خادم هنر افتخاری آذربایجان شوروی - ۱۷ ژوئن سال ۱۹۴۳
- نشان پرچم سرخ کار- ۹ ژوئن سال ۱۹۵۹
- «هنرمند مردمی آذربایجان شوروی» - ۲۷ فوریه سال ۱۹۵۴